# Masia de Ca la Mont
la Cadamont és una casa que havia format part del veïnat de Sant Pere Despuig (la Vall de Bianya, la Garrotxa). L'arquitectura actual és de principis del segle passat, però, possiblement el mas és molt més antic. És de planta rectangular i teulat a dues aigües amb els vessants vers les façanes laterals. Va ser bastida amb pedra petita del país, llevat de les cantoneres. Disposa de baixos, amb menudes finestres rectangulars i arquet de llibre a la façana de migdia; i golfes amb quatre arcades de punt rodó que miren al sol. El mas ha estat restaurat no fa gaires anys i és el centre d'una gran explotació agrícola i ramadera; per tant, està voltada de naus de recent construcció, amb àmplies teulades d'uralita.